# Parc national des volcans
Le parc national des volcans est situé au nord-ouest du Rwanda dans la province du Nord, près de la ville de Ruhengeri, à 120 kilomètres au nord de Kigali, la capitale.

## Histoire
Étrangement, c'est un chasseur de gros gibier, taxidermiste et sculpteur, l'Américain Carl Akeley, qui eut d'abord l'idée de protéger les gorilles et de créer une réserve naturelle dans la chaîne des monts Virunga. Désappointé de revenir bredouille d'un safari sur les pentes des volcans, mais néanmoins inquiet de constater que les gorilles étaient en voie d'extinction, il prit conscience de la nécessité de prendre des mesures drastiques.
Ami du roi Albert Ier de Belgique, il obtient du souverain l'autorisation de créer en 1925 le premier parc national d'Afrique, le parc Albert, futur parc national des Virunga sur le côté congolais de la chaîne de montagnes. Le parc est étendu en 1929 à la face rwandaise. En 1960, l'indépendance du Congo belge provoque le morcellement du parc, le côté rwandais devenant le parc national des volcans.

## Géographie
On dit que c'est actuellement le plus grand parc naturel du pays bien qu'il ne s'étende plus aujourd'hui que sur 160 km2(un peu plus que les 100 km2 de la commune de Paris) car on compte en plus la partie du parc au Congo (le parc national des Virunga couvre 7 900 km2) ; en réalité le parc national de Nyungwe avec ses 970 km2 et le parc national de l'Akagera avec ses 1 122 km2 sont bien plus grands.
Ce parc national comprend cinq des huit volcans des montagnes des Virunga (signifiant « volcans » en swahili) : Karisimbi, Visoke, Muhabura, Gahinga et Sabyinyo. Cette chaîne s'étire du nord-est de la république démocratique du Congo jusqu'au sud-ouest de l'Ouganda et est située entre 2 000 et 4 000 mètres d'altitude.
Cette région connaît deux saisons sèches et deux saisons des pluies dont la plus pluvieuse commence en mars et fini en mai. La température ne dépassent guère 20°C pendant la journée et, au-delà de 3000 mètres d'altitude, il peut geler pendant la nuit.

## Végétation
Il y a 245 espèces de plantes dans le parc national des volcans dont 17 menacées ; on peut voir par exemple 13 espèces d'orchidées : disa stairsii, polystachya kermessia, calanthe sylvatica, chamaeangis sarcophylla, cyrtorchis arcuata, habenaria praestans, stolzia cupuligera, eulophia horsfallii etc.
Entre 2000 et 2500 mètres, c'est la forêt tropicale ;
Entre 2500 et 2800 mètres, c'est une forêt très dense difficilement pénétrable constituée principalement de bambous ;
Entre 2800 et 3200 mètres, c'est la forêt de montagne avec des grands Hypericum, espèce de millepertuis géant, couverts de lichens et avec des gros arbres Hagenia tapissés de mousse ; comme l'humidité est permanente, on trouve au niveau du sol une végétation très dense avec des longues hampes de lobélies ;
Au dessus de 3500 m, la forêt disparaît et fait place à une zone alpine où dominent les séneçons géants et les immortelles.

## Faune
Le parc est mondialement connu pour être le dernier sanctuaire des gorilles de montagne. Le Centre de recherche de Karisoke se trouve entre le Karisimbi et le Visoke. Il a été fondé par Dian Fossey pour l'observation des gorilles. En 2003, le parc permettait d'observer une population d'environ 74 gorilles répartie au Rwanda sur 4 sites d'observation. Les groupes se déplacent chacun dans un territoire restreint le long de la frontière du Rwanda avec l'Ouganda et la république démocratique du Congo.
|                 | Population | Localisation                                           |
| Groupe Amahoro  | 18         | Au Nord du parc entre les volcans Sabyinyo et Gahinga  |
| Groupe Sabyinyo | 11         | Au Nord du parc sur le Sabyinyo                        |
| Groupe de 13    | 7          | Au centre du parc entre les volcans Bisoke et Sabyinyo |
| Groupe Susa     | 38         | Au Sud du parc au pied du Karisimbi                    |

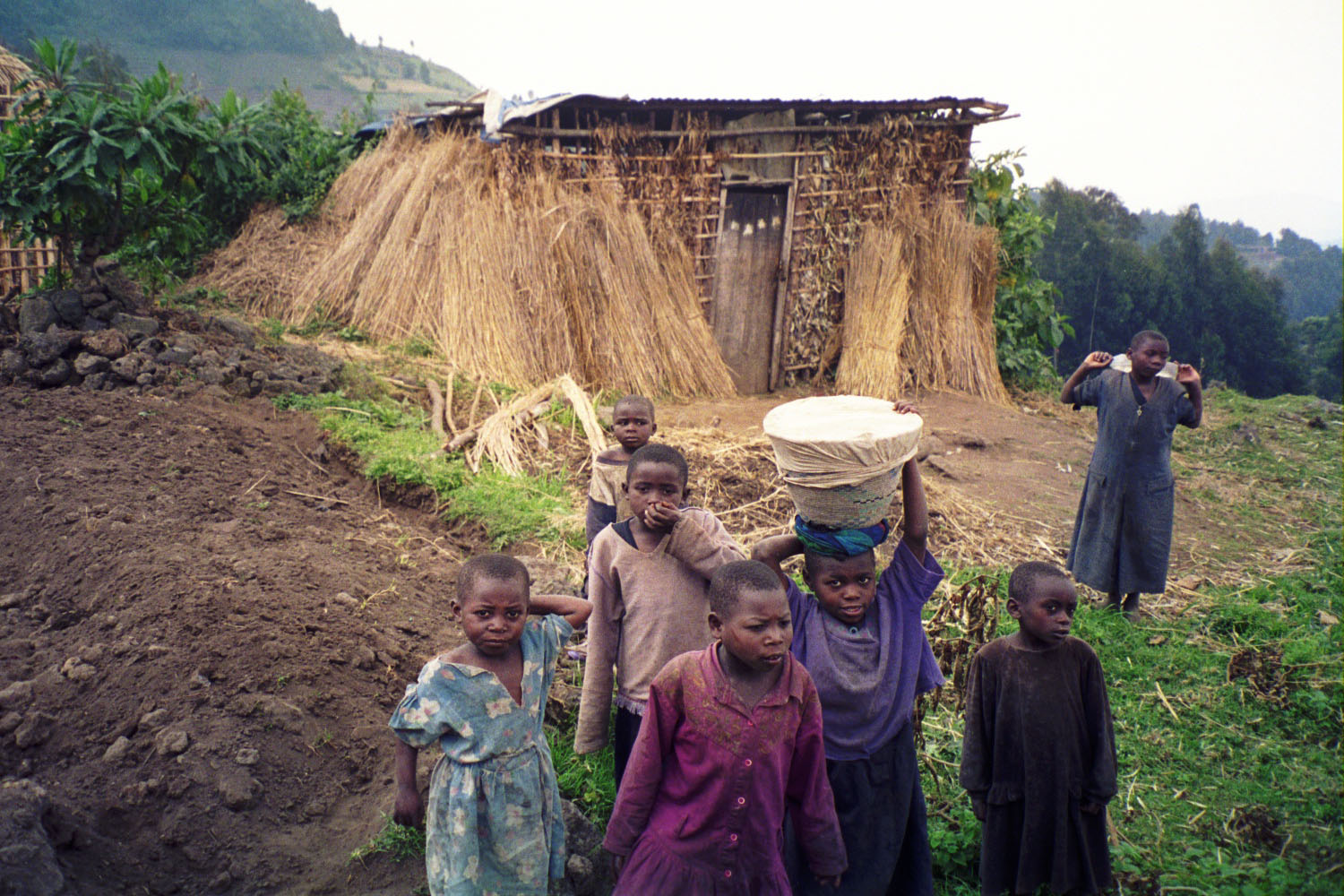
Enfants rwandais dans le parc.
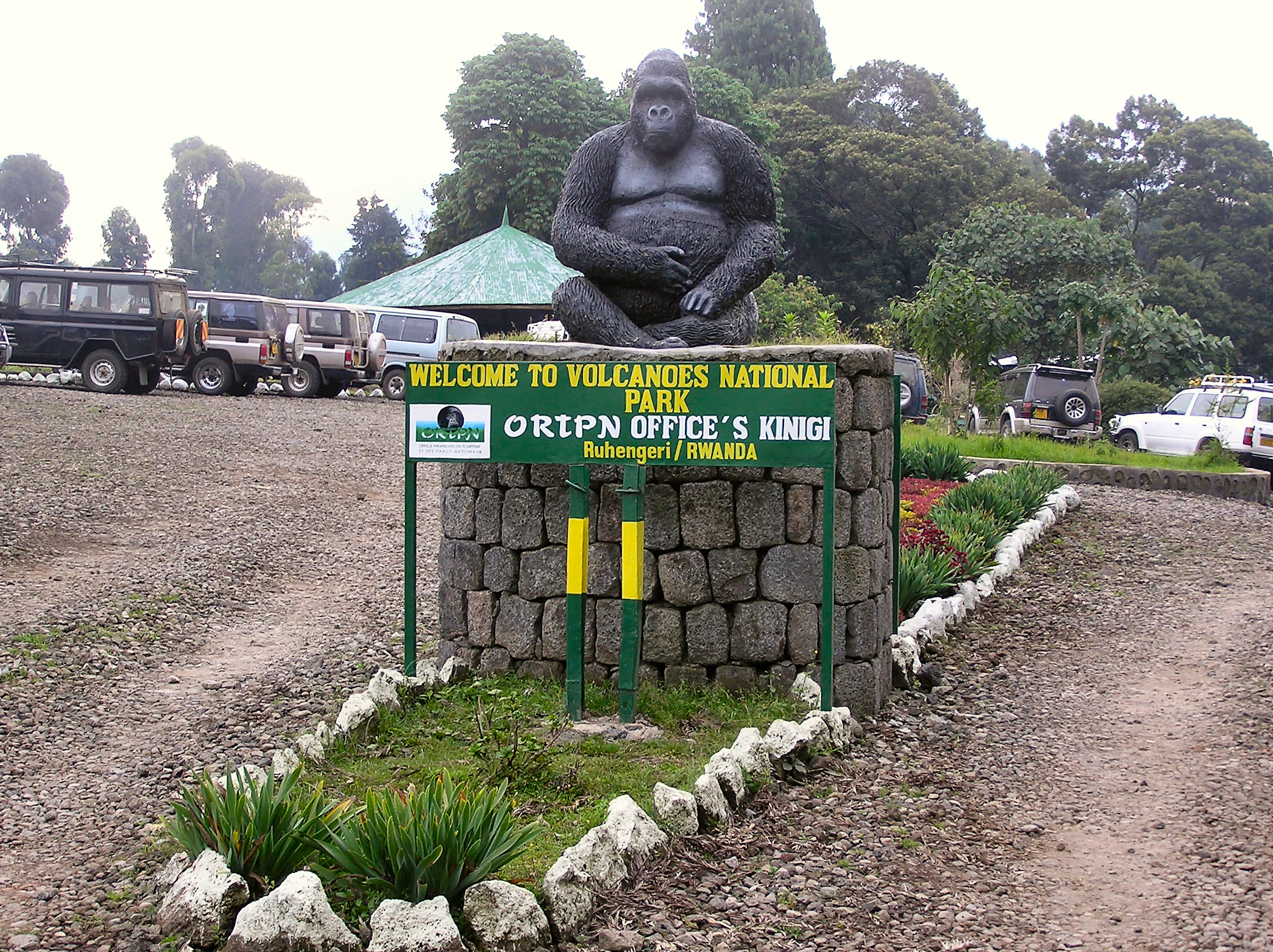
Entrée du parc.
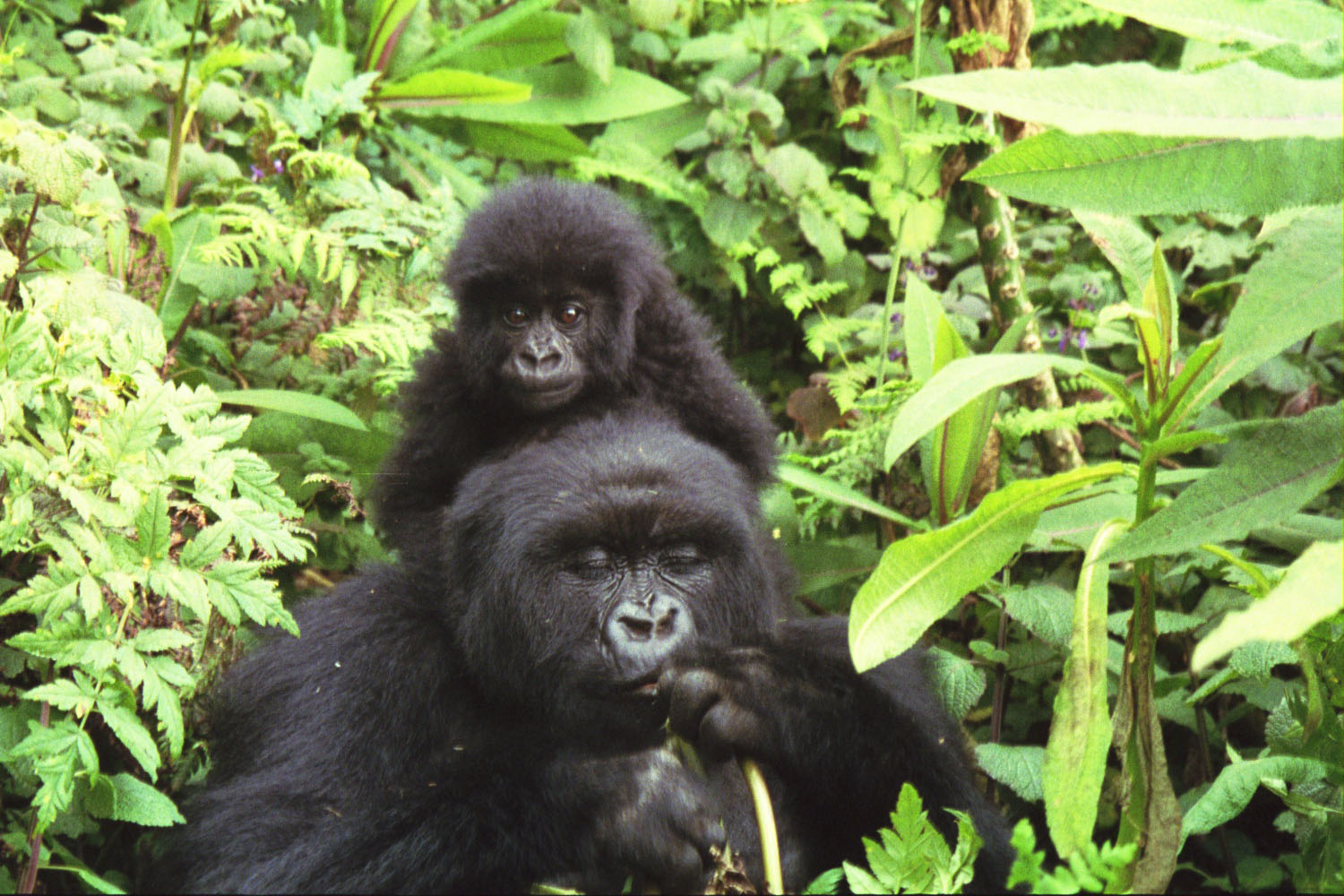
Gorille des montagnes : femelle et son petit.
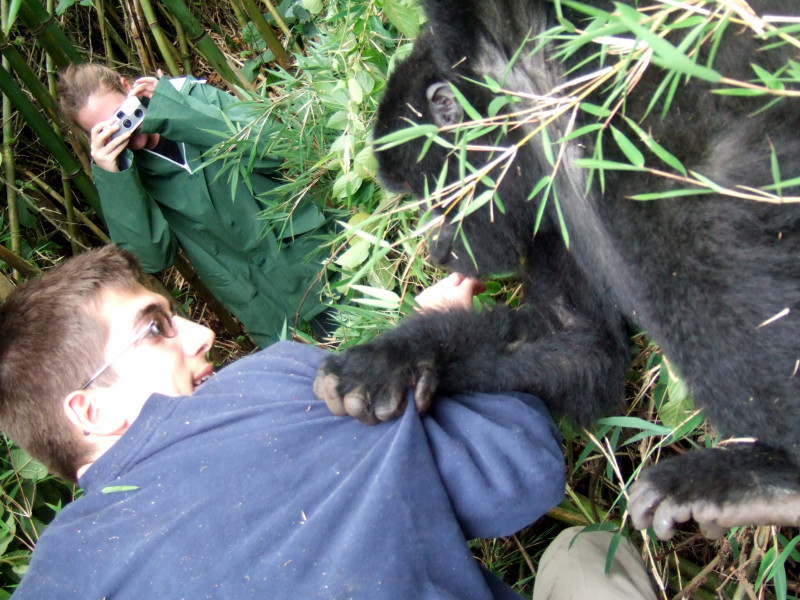
Jeune gorille agrippant un touriste dans le parc national.
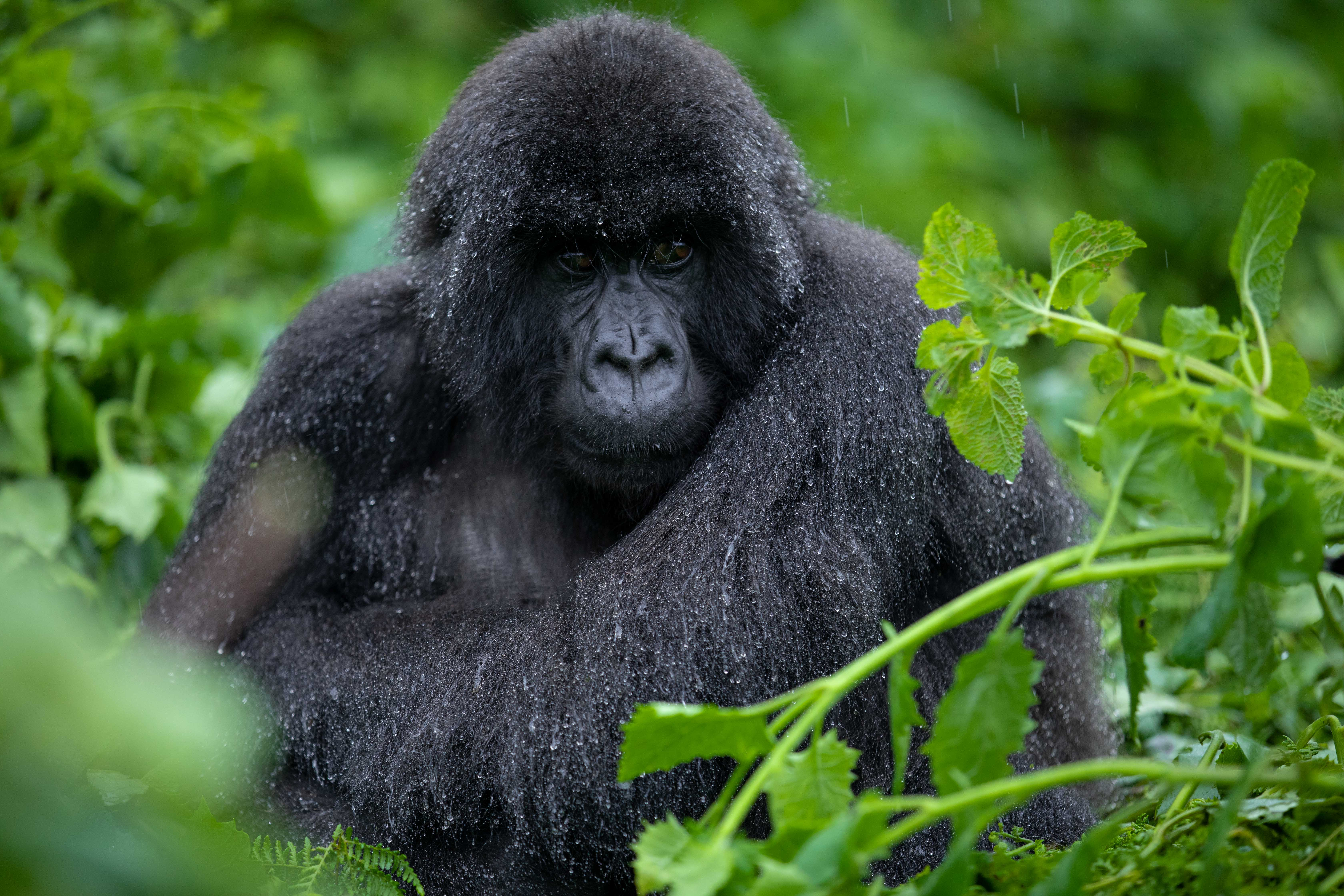
Gorille du parc.

À noter que l'on peut aussi observer plus de 115 espèces de mammifères dont des singes dorés Cercopithecus mitis kandti, des éléphants et des buffles ; environ 187 espèces d'oiseaux dont des parulines pointe de Grauer ou bouscarles de Grauer... ; 27 espèces des reptiles et d'amphibiens dont des reptiles sauriens chamaeleon rudis et leptosiaphos graueri et des grenouilles rana anolensis ; et aussi 33 espèces d'arthropodes, des sangsues, de très nombreux insectes dont les inévitables moustiques etc.

## Tourisme
L'accès du parc est limité à quelques touristes par jour, toujours accompagnés d'un guide officiel sans diplôme. L'entrée dans le parc s'effectue non loin du village de Kinigi.